# Charraix
Charraix är en kommun i departementet Haute-Loire i regionen Auvergne-Rhône-Alpes i centrala Frankrike. Kommunen ligger i kantonen Langeac som tillhör arrondissementet Brioude. År 2022 hade Charraix 67 invånare.

## Befolkningsutveckling
Antalet invånare i kommunen Charraix
| Referens: INSEE |